# Cremys diophthalmus
Cremys diophthalmus là một loài bọ cánh cứng trong họ Cerambycidae.